# Raimon de Cornet
Raimon de Cornet qui a vécu de 1298 à 1350, est un poète, grammairien et troubadour appartenant à l'« école toulousaine du XIVe siècle » ; il a été qualifié comme Guiraut Riquier de « dernier troubadour ». 

## Biographie
Il est né dans une petite ville du Rouergue, à Saint-Antonin de Rouerge, un peu avant 1300. C'est le fils d'un poète occitan, dit Raimon de Cornet Père. Il fit ses études à l'Université de Toulouse. "Il fut successivement prêtre du clergé régulier et frère mineur (franciscain), rentra ensuite dans le clergé séculier et termina sa carrière comme moine blanc, c'est-à-dire dans l'ordre de Cîteaux."

## Extraits
Doctrinal de trobar
Dont tug que may tot jorn prendo plazer...
Verses, chansos, siruentes, pastorelas,
Dansas, descortz, redondels, viandelas,
Am bel so gay, melodios, plazen,
Balan, trescan o lors obran fazen ;
E motas vetz, per fugir ad enueg,
Per los jorns loncz, o can fa longa nueg,
Legen dictatz, gestas o bels romans.
Canços
- Al mes d'abril can veyrez nutg los camps
- Le mieus saber ioy deziran se pert
- Ara·s fos hieu si malautz e cotxatz
- Intrar vuyll en guerrejar si puch tan
- Cars motz gentils fons e grans mars d'apteza
- Cent castels e cent tors
- En aycel tems com no sen fretg ni cauma
- Amors corals me fay deios un cas

Sirventes
- Jus en la font de cobeytat se bayna
- Totz temps azir falsetatz ez engan
- Qui dels escachs vol belamen iogar

Vers
- Car vey lo mon de mal pugat al cim
- Pauc homes vey de sen tan freyturos
- Raso ni sens no pot vezer lo moble
- Ben es vilas e mals e rustichs
- Ab tot mon sen d'amors si pusch faray